# Anton van der Waals
Antonius van der Waals (Rotterdam, 11 oktober 1912 – Scheveningen, 26 januari 1950) was tijdens de oorlog een spion voor de Duitse Sicherheitsdienst (SD). Hij maakte zeker 83 slachtoffers en speelde een hoofdrol in het Englandspiel, dat vele Nederlandse geheime agenten uit Engeland het leven heeft gekost.

## V-mann
In Duitse kringen werd hij wel een V-mann of 'Vertrauensmann' genoemd. Gangbare aanduidingen in Nederland waren 'geheim agent', 'infiltrant' en provocateur. Zijn taak was het binnendringen van Nederlandse verzetsgroepen en het inwinnen van informatie, wat moest leiden tot een snelle arrestatie van verzetsleden. Van der Waals opereerde onder een veelvoud aan valse namen. De betreffende persoonsbewijzen werden hem ofwel door de SD toegespeeld, dan wel verkreeg Van der Waals ze door eigen actie, waaronder moord, diefstal en eigenhandige confiscatie.

## Jeugdjaren
Anton van der Waals werd in 1912 geboren als onverwachte nakomer in een gezin met vier kinderen; broer Johan 'Jo' (8 jaar), broer Gerard 'Gerrie' (12 jaar), zus Dirkje 'Dit' (13 jaar) en broer Frans (15 jaar). Het gezin was gereformeerd. Hij werd op 26 oktober 1912 gedoopt in de gereformeerde kerk in de Rotterdamse Snellemanstraat. Zijn roepnaam werd 'Tom'. Thuis was hij verzot op het bouwen met Meccano. Vanwege de steeds zwakker wordende gezondheid van zijn ouders, die reeds op leeftijd waren, nam zijn oudste zus hem onder haar vleugels. Zijn vader, Gerard van der Waals, was een schilder met een eigen bedrijfje aan de Van Houtenstraat. Hij was zeven jaar jonger dan zijn vrouw, Adriana Wouterina (Arie) Van der Waals-Cranendonk. Zijn vader kwam uit een protestants nest uit Franstalig België. Van der Waals sr. was in zijn jeugdjaren ook innerlijk bekeerd en achtte het ook voor zijn gezin uitermate belangrijk om volgens de Bijbel te leven.

## Vroege carrière
In 1928 kreeg Van der Waals een betrekking bij de Rotterdamse handelsfirma R.S. Stokvis, waar hij een kantoorbaan vervulde. Hij was inmiddels danig onder de indruk geraakt van de radio en de techniek daarachter. In datzelfde jaar plaatste zijn vader een radio-ontvanger in de kamer, waarna Van der Waals een antenne op het dak plaatste. In februari 1929 startte hij een klein reparatiebedrijfje voor radio's en motorfietsen in de Delfgaauwstraat, waar toen het ouderlijk huis stond. Het bedrijfje draaide echter niet voldoende om van te kunnen leven. In 1931 ging hij naar de technische ambachtsschool in Dordrecht. In februari 1932 verliet hij de ambachtsschool vanwege financiële tekorten en tegenvallende resultaten. Van der Waals ging zijn vader helpen, die te kampen had met een slechte gezondheid. Wanneer die in het ziekenhuis lag, verving zijn zoon hem. Deze ging altijd zeer goed gekleed op pad.

## Huwelijken
Van der Waals huwde op 12 december 1934 Francien Goedhart. Op 6 mei 1936 scheidden zij, omdat hij het lidmaatschap van de NSB voor haar verzwegen zou hebben. In deze periode verdiende hij bij als reparateur van radio's en motorfietsen. Hij deed een radio-uitvinding, waarover Philips NV hem op zijn vingers tikte; hij zou hun patent hebben geschonden. Hij stopte daarop met de ontwikkeling van zijn uitvinding.
Hij verhuisde in deze periode veel en plaatste geregeld advertenties voor een werkster. Dit leidde tot de ontmoeting met Johanna Hendrika (Jopie) Groos, met wie hij op 20 mei 1936 (veertien dagen na de scheiding van zijn eerste echtgenote) trouwde. Op 14 februari 1937 trad hij als verkoper in dienst bij Electrotechnisch Bedrijf N.V. A. de Hoop, dat onder leiding stond van Lodewijk de Hoop. Anton loog bij zijn aanstelling dat hij over een HBS-diploma beschikte.
In augustus 1937 werd uit het huwelijk met Jopie Groos een zoon geboren: Gerard van der Waals, oftewel 'Kleine Gerrie'. Van der Waals erkende Kleine Gerrie echter niet als zijn zoon. Dit leidde, samen met andere zaken, op 8 juni 1939 tot de ontbinding van zijn tweede huwelijk. Op 8 november van dat jaar trouwde hij met de Friese Aukje Grietje Harkina Smits, met wie hij reeds omging ten tijde van zijn huwelijk met Jopie Groos. Aukje begreep dat Van der Waals pas één keer eerder gehuwd was geweest en dat het slechts twee dagen had geduurd. Dat dit anders was ontdekte zij na november 1939.
Aukje bezocht Kleine Gerrie vaak, in tegenstelling tot Van der Waals, die het kind geen blik waardig achtte. Op 7 januari 1943 vond de echtscheiding tussen Van der Waals en Aukje plaats. Op 28 juni 1944 trad hij onder de naam Hendrik Jan van Veen in het huwelijk met Cornelia Johanna den Held. Op 15 februari 1945 werd dit huwelijk ontbonden.

## Uitvinder en spion
Lodewijk de Hoop, directeur van Electrotechnisch Bedrijf De Hoop, stuurde Van der Waals in de nazomer van 1939 zeer regelmatig naar de Rotterdamse haven, waar hij reparaties uitvoerde aan duikboten en andere oorlogsschepen. In die tijd leerde hij Engels en Duits spreken. Na diensttijd bezocht hij, samen met de scheepsbemanningsleden, geregeld café 'Royal Ships' aan de Witte de Withstraat. Daar maakte hij kennis met het (contra)spionnenleven.
Na het bombardement op Rotterdam op 14 mei 1940 brak er in Rotterdam chaos uit; bedrijven bleven een aantal weken gesloten en plunderingen waren aan de orde van de dag. Van der Waals was in die dagen op een raadselachtige wijze in het bezit gekomen van twee patent-uitvindingen, die hij als zijn eigen geesteskinderen presenteerde; een radio-verbetering en een krukasloze verbrandingsmotor. In september 1940 presenteerde hij de uitvindingen aan Lodewijk de Hoop. De Hoop vertrouwde het niet en gaf de papieren terug. Via zijn oudere broer Johan trad Van der Waals in contact met ir. Arij van der Meer, de 38-jarige directeur van koekjesfabriek Paul C. Kaiser. Van der Meer was zeer bereid mee te werken en, als lid van een jonge verzetsgroep, bereid de uitvinding door te spelen aan de Engelse overheid. Ook Van der Waals presenteerde zich als anti-Duits. Van der Meer stelde hem voor aan Jan Streef, een illegaal actieve cadet van de Koninklijke Militaire Academie. Naar aanleiding van een door Streef georganiseerde bijeenkomst in het appartement van Van der Waals op 24 april 1941 werden in de daaropvolgende dagen vijf van de zeven leden van de verzetsgroep 'Van der Meer' opgepakt door de SD.

## Op de loonlijst van de SD
Op 30 april 1941 werd Van der Waals door ene Möller, chef van de Aussenstelle van de Rotterdamse Sicherheitsdienst (SD), voorgesteld aan Joseph Schreieder. Schreieder gaf leiding aan de Duitse contraspionage vanuit het Haagse Binnenhof. Schreieder wist Van der Waals voor zich te winnen door hem in te zetten in de zaak-Bierhuijs. Die zaak betrof de moord op een lid van de Duitse Wehrmacht door Hans Bierhuijs, een 22-jarige leerling aan de MTS. Hans Bierhuijs werd op 9 mei 1941, na een reis van Haarlem naar Rotterdam op verzoek van Van der Waals, aldaar opgepakt door de SD. De SD'ers sloegen Bierhuijs bont en blauw, terwijl Van der Waals toekeek. Op het lichaam van Bierhuijs werd een briefje met de naam 'Boom' aangetroffen. Van der Waals kreeg diezelfde avond nog het adres doorgespeeld van de 24-jarige MTS'er Boom. De volgende dag werd Boom gearresteerd.
De zaak-Bierhuijs werd op verzoek van Schreieder uitgebreid naar de verzetsgroep van Heemstede, waar Bierhuijs ook lid van was. De groep was opgezet door Josef Klingen, een religieuze broeder die onderwijzer was op de Jacobaschool te Heemstede. 'Broeder Josef' was bovendien radioamateur vanuit het broederhuis St. Jean Baptist de la Salle aan de Herenweg. Binnen enkele dagen had Van der Waals zoveel vertrouwen opgebouwd bij broeder Josef, dat deze hem deelgenoot maakte in al zijn geheimen. Van der Waals verscheen niet meer op zijn werk bij De Hoop, maar stond daar, omdat men hem niet durfde te ontslaan, nog wel op de loonlijst.

## Groep-Klingen
In het voorjaar van 1941 was de nationale organisatie van de verschillende, maar talrijke verzetsgroepen in Nederland nog ver te zoeken. Met name de wildgroei aan verschillende zenders en de daardoor ontstane identiteitsloze oproepen aan het Britse adres leidde tot de ontwikkeling van een universeel coderingssysteem door een Delftse professor. Henk Schoenmaker, een marconist uit Haarlem, zou dat systeem persoonlijk naar Engeland brengen. Op 6 mei 1941 werden Schoenmaker en Willem Zietse, een marineofficier, opgepakt door de SD, terwijl ze vanuit Schiedam naar Scheveningen reisden. Op 14 mei 1941 speelde Radio Oranje een bepaald couplet van het Wilhelmusvolkslied. Dit was voor broeder Josef het teken dat Schoenmaker en Zietse goed aan waren gekomen. Uiteraard werd er vanuit de Duitse hoofdkwartieren deelgenomen aan een spel om de verzetslieden te misleiden. Deze misleiding was nodig om het vertrouwen van de verzetsmannen in V-Mann Anton van der Waals hoog te houden en daarmee de continuïteit van de SD-arrestaties te waarborgen. Bij dit spel, door de Duitsers 'Englandspiel' genoemd, werden er onder valse identiteit mededelingen verstuurd die schijnbaar van het verzet afkomstig waren, om verzetsmensen vanuit Engeland in Duitse handen te drijven. Op 26 mei 1941 werd broeder Josef gearresteerd. Drie dagen later, op 29 mei 1941, werden ook Embert Spreeuw en Adrianus van Amerongen gearresteerd.
Bij iedere arrestatie waar Van der Waals lijfelijk aanwezig was, werd ook hij geboeid afgevoerd. Dit werd gedaan om hem te vrijwaren van verdenkingen door verzetslieden die als omstander de arrestaties gadesloegen. De meeste leden van de Groep-Klingen werden afgevoerd naar de Scheveningse gevangenis (Polizeigefängnis), door het verzet 'Oranjehotel' genoemd.

## Van den Endes wantrouwen
Al na de arrestatie van een groot aantal leden van de Groep-Streef tussen 24 april en 4 mei 1941 was er wantrouwen gerezen bij de overgebleven leden Jan van den Ende en Ary van der Meer. Dat wantrouwen bereikte een hoogtepunt toen Van den Ende op 2 juni 1941 van de vrouw van Jan Kwak hoorde dat Kwak in het Oranjehotel opgesloten zat, terwijl hij eerder die middag van Van der Waals te horen had gekregen dat hij Kwak ondergebracht had op een geheime locatie in de Biesbosch. Van den Ende wist nu zeker dat Van der Waals loog.
Samen met Otto Verdoorn bereidden Van der Meer en Van den Ende een liquidatieplan voor. Dit leidde tot een tweetal mislukte pogingen. De derde poging zou in Van der Waals' appartement plaatsvinden, aan de Franselaan 186b te Rotterdam. De actie stond gepland op de avond van 7 augustus 1941. Diezelfde dag werd Van den Ende om 13.00 uur gearresteerd in het bijzijn van Van der Waals. De volgende dagen werd de rest van de groep eveneens gearresteerd en afgevoerd naar het Oranjehotel.

## E-Groep
De E-Groep was een verzetsgroep die zijn naam dankte aan Ernst de Jonge. Van der Waals was met hem in contact gekomen via Kees Dutilh. Op zijn verjaardag kwamen Leen Pot en verzetsman Althoff hem bezoeken; ze werden gearresteerd. Op weg naar het Binnenhof rukte Leen Pot zich los en verdween het Spui op en vluchtte Vroom & Dreesmann binnen. De E-Groep was hierdoor haar agent en haar zender kwijt. De berichten werden voortaan via de Zweedse Route naar Engeland verstuurd, maar dat ging nooit snel.
In januari 1943 ontmoette Kees Dutilh een man die zich voorstelde als Anton de Wilde, die later Van der Waals bleek te zijn. De Wilde deed alsof hij net uit Engeland was gekomen; hij had Engelse sigaretten bij zich en gedetailleerde verhalen over het leven in Londen. Te gedetailleerd, vond Leen Pot, maar Kees Dutilh vertrouwde hem. De Wilde, die nog steeds voor Josef Schreieder werkte, moest proberen binnen te dringen in de E-Groep. Op 10 maart werd Dutilh tijdens een ontmoeting met De Wilde opgepakt; hij werd op 24 februari 1944 gefusilleerd. Leen Pot voelde zich onveilig en vertrok in juni via de Zweedse Route.

## Vermoord
In juni 1943 werd het bericht verspreid dat Van der Waals vermoord was. In september vertrok Van der Waals vanuit Delfzijl naar Zweden, net voordat hij Allard Oosterhuis liet oppakken, waarmee een einde kwam aan de Zweedse Route. In Zweden moest hij uitzoeken of er illegale contacten tussen Zweden en Nederland bestonden, maar hij werd er niet veel wijzer, zodat hij in oktober weer terugkwam. Hij ging in Loosdrecht wonen onder de naam H.J. van Veen.

## Na de oorlog
In 1945 verhuisde hij naar Zuidlaren. Hij meldde zich bij de Canadese Field Security, die hem aan de Britse Special Counterintelligence overdroeg. Hij werd door Louis Einthoven, hoofd van het Bureau Nationale Veiligheid, ingezet om in Duitsland te infiltreren, maar in 1947 aan Nederland uitgeleverd. In 1948 werd hij voorgeleid bij het Gerechtshof in Den Haag. Van der Waals wordt wel de grootste Nederlandse landverrader van de Tweede Wereldoorlog genoemd. De uitkomst van zijn proces tussen april 1948 en januari 1950, was dan ook dat er voldoende bewijs was voor zijn schuld aan de arrestatie van 83 verzetsmensen in Duitse handen, van wie er minimaal 34 werden geëxecuteerd. Deskundigen zijn ervan overtuigd dat het aantal mensen dat door Van der Waals aan de SD is uitgeleverd, vele malen hoger ligt. Hij werd ter dood veroordeeld en op de Waalsdorpervlakte op 26 januari 1950 geëxecuteerd.